# Isabelle Schmutzová
Isabelle Schmutz, (* 12. února 1971 Pompaples, Švýcarsko) je bývalá reprezentantka Švýcarska v judu.

## Sportovní kariéra
S judem začala v 6 letech v rodném městě. Později pokračovala v nedalekém Lausanne pod vedením Hiroši Katanišiho. Členkou reprezentace byla od 15 let, kde jí vedl pozdější manžel Leo Held.
Do kolotoče světového juda naskočila v roce 1991. Poprvé na sebe výrazně upozornila o dva roky později a kvalitními výsledky se kvalifikovala na olympijské hry v Atlantě. Formu však do Atlanty nevyladila a vypadla v prvním kole. V dalších letech si udržovala solidní formu, která jí nakonec opět stačila ke kvalifikaci na olympijské hry v Sydney, kde však zopakovala výsledek z předcházejících her.
Sportovní kariéru ukončila po roce 2001. Je vystudovanou psychoterapeutkou a má vlastní praxi.

## Výsledky
| Turnaj             | 1991           | 1992           | 1993           | 1994           | 1995           | 1996           | 1997           | 1998           | 1999           | 2000           | 2001           |
| Turnaj             | 20             | 21             | 22             | 23             | 24             | 25             | 26             | 27             | 28             | 29             | 30             |
| Turnaj             | pololehká váha | pololehká váha | pololehká váha | pololehká váha | pololehká váha | pololehká váha | pololehká váha | pololehká váha | pololehká váha | pololehká váha | pololehká váha |
| ------------------ | -------------- | -------------- | -------------- | -------------- | -------------- | -------------- | -------------- | -------------- | -------------- | -------------- | -------------- |
| Olympijské hry     |                | —              |                |                |                | úč.            |                |                |                | úč.            |                |
| Mistrovství světa  | úč.            |                | úč.            |                | úč.            |                | 5.             |                | úč.            |                | úč.            |
| Mistrovství Evropy | —              | úč.            | 5.             | úč.            | úč.            | úč.            | úč.            | 3.             | 7.             | úč.            | 2.             |